# Kazuya Yamamura
Kazuya Yamamura (山村 和也?, Yamamura Kazuya; Nagasaki, 2 dicembre 1989) è un calciatore giapponese, difensore o centrocampista degli Yokohama F·Marinos.

## Caratteristiche tecniche
Gioca ricoprendo il ruolo di difensore centrale ma anche quello di mediano, di piede destro, come calciatore il suo contributo non è limitato solo al gioco in difesa, anche in attacco sa rendersi pericoloso, favorendo i compagni con i suoi assist oltre a interpretare il ruolo di finalizzatore, è in grado di trovare il gol tirando di testa, inoltre è un valido rigorista.

## Carriera

### Club

#### Kashima Antlers e Cerezo Osaka
Debutta nel professionismo con la maglia del Kashima Antlers nella massima serie di calcio giapponese il 17 marzo 2012 nella sconfitta per 1-0 contro il Kawasaki Frontale, segnerà il suo primo gol nella vittoria per 7-0 contro il Consadole Sapporo. La squadra vincerà tre edizioni della Coppa del Giappone ovvero quelle del 2012, 2013 e 2015, solo in quest'ultima Yamamura giocherà la finale. A partire dal 2016 giocherà per il Cerezo Osaka nella J2 League a seconda divisione del calcio nipponico, vincendo il campionato, Yamamura segnerà sei reti, la prima che deciderà la vittoria su 1-0 contro il Machida Zelvia, segnerà anche il gol del 2-0 vincendo contro lo Shimizu S-Pulse, sarà autore della rete del 2-1 vincendo ai danni del Fagiano Okayama, inoltre aprirà le marcature vincendo per 3-2 contro il FC Gifu. Ottenuta la promozione in prima divisione nella stagione 2017 segnerà il gol che permetterà di vincere di misura per 1-0 sia contro il Sagan Tosu che contro il Kashima Antlers, e segnerà delle reti in varie vittorie ad esempio battendo il Kawasaki Frontale per 2-0, l'Omiya Ardija per 3-0, il Vissel Kobe per 2-1, l'Albirex Niigata per 4-0 e il Vegalta Sendai per 4-2. Otterrà la vittoria della Coppa dell'Imperatore rivelandosi diterminante nella finale, segnando prima il gol del pareggio e poi fornendo a Kōta Mizunuma l'assist vincente con cui quest'ultimo segna il gol 2-1.

#### Kawasaki Frontale
A partire dal 2019 inizierà a giocare per il Kawasaki Frontale vincendo varie edizioni della J1 League, segnerà la sua prima rete per la squadra il 14 settembre con il gol del 2-0 nella vittoria contro il Júbilo Iwata. Vincerà l'edizione 2019 della Coppa del Giappone, e con il suo assist vincente Yū Kobayashi segna il gol del 3-3, e dopo il pareggio il Kawasaki Frontale vincerà per 5-4 ai rigori, e Yamamura calcerà del dischetto segnando una rete.

### Nazionale
Ha giocato una sola partita con la Nazionale del Giappone il 6 gennaio 2010 nella vittoria per 3-2 contro lo Yemen; ha segnato 2 gol nelle Universiadi del 2011. Ha giocato con la Nazionale Under-23 agli Asian Games vincendo l'oro segnando una rete nella vittoria per 5-0 contro l'India. Giocherà anche alle Universiade ottenendo ancora una volta l'oro, segnando un gol prima nel pareggio per 2-2 contro il Ghana, e poi un altro in finale segnando la rete del 2-0 contro il Regno Unito.

## Statistiche

### Presenze e reti nei club
Statistiche aggiornate al 12 dicembre 2023.
| Stagione                 | Club                     | Campionato               | Campionato | Campionato | Coppe nazionali | Coppe nazionali | Coppe nazionali | Coppe continentali | Coppe continentali | Coppe continentali | Altre coppe | Altre coppe | Altre coppe | Totale | Totale |
| Stagione                 | Club                     | Comp                     | Pres       | Reti       | Comp            | Pres            | Reti            | Comp               | Pres               | Reti               | Comp        | Pres        | Reti        | Pres   | Reti   |
| ------------------------ | ------------------------ | ------------------------ | ---------- | ---------- | --------------- | --------------- | --------------- | ------------------ | ------------------ | ------------------ | ----------- | ----------- | ----------- | ------ | ------ |
| 2008                     | Ryutsu Keizai            | JFL                      | 14         | 1          | CG              | 2               | 0               | -                  | -                  | -                  | -           | -           | -           | 16     | 1      |
| 2009                     | Ryutsu Keizai            | JFL                      | 4          | 0          | CG              | 2               | 0               | -                  | -                  | -                  | -           | -           | -           | 6      | 0      |
| Totale Ryutsu Keizai     | Totale Ryutsu Keizai     | Totale Ryutsu Keizai     | 18         | 1          |                 | 4               | 0               |                    | -                  | -                  |             | -           | -           | 22     | 1      |
| 2012                     | Kashima Antlers          | J1                       | 18         | 1          | CG+CdL          | 0+5             | 0               | -                  | -                  | -                  | SBC         | 0           | 0           | 23     | 1      |
| 2013                     | Kashima Antlers          | J1                       | 24         | 3          | CG+CdL          | 3+3             | 1+0             | -                  | -                  | -                  | SBC         | 1           | 0           | 31     | 4      |
| 2014                     | Kashima Antlers          | J1                       | 8          | 0          | CG+CdL          | 0+1             | 0               | -                  | -                  | -                  | -           | -           | -           | 9      | 0      |
| 2015                     | Kashima Antlers          | J1                       | 13         | 0          | CG+CdL          | 2+5             | 0+1             | ACL                | 0                  | 0                  | -           | -           | -           | 20     | 1      |
| Totale Kashima Antlers   | Totale Kashima Antlers   | Totale Kashima Antlers   | 63         | 4          |                 | 19              | 2               |                    | 0                  | 0                  |             | 1           | 0           | 83     | 6      |
| 2016                     | Cerezo Osaka             | J2                       | 34+2       | 6+0        | CG              | 3               | 0               | -                  | -                  | -                  | -           | -           | -           | 39     | 6      |
| 2017                     | Cerezo Osaka             | J1                       | 27         | 8          | CG+CdL          | 5+3             | 1+0             | -                  | -                  | -                  | -           | -           | -           | 35     | 9      |
| 2018                     | Cerezo Osaka             | J1                       | 24         | 2          | CG+CdL          | 2+2             | 0               | ACL                | 6                  | 0                  | SG          | 1           | 0           | 35     | 2      |
| Totale Cerezo Osaka      | Totale Cerezo Osaka      | Totale Cerezo Osaka      | 87         | 16         |                 | 15              | 1               |                    | 6                  | 0                  |             | 1           | 0           | 109    | 17     |
| 2019                     | Kawasaki Frontale        | J1                       | 18         | 2          | CG+CdL          | 3+5             | 0               | ACL                | 2                  | 0                  | SG          | 0           | 0           | 28     | 2      |
| 2020                     | Kawasaki Frontale        | J1                       | 13         | 1          | CG+CdL          | 0+1             | 0               | -                  | -                  | -                  | -           | -           | -           | 14     | 1      |
| 2021                     | Kawasaki Frontale        | J1                       | 17         | 1          | CG+CdL          | 5+2             | 0+1             | ACL                | 7                  | 1                  | SG          | 0           | 0           | 31     | 3      |
| 2022                     | Kawasaki Frontale        | J1                       | 23         | 1          | CG+CdL          | 2+2             | 0               | ACL                | 5                  | 0                  | SG          | 0           | 0           | 32     | 1      |
| 2023                     | Kawasaki Frontale        | J1                       | 16         | 0          | CG+CdL          | 5+2             | 1+0             | ACL                | 6                  | 1                  | -           | -           | -           | 29     | 2      |
| Totale Kawasaki Frontale | Totale Kawasaki Frontale | Totale Kawasaki Frontale | 87         | 5          |                 | 27              | 2               |                    | 20                 | 2                  |             | 0           | 0           | 134    | 9      |
| 2024                     | Yokohama F·Marinos       | J1                       | 0          | 0          | CG+CdL          | 0               | 0               | ACL                | 0                  | 0                  | -           | -           | -           | 0      | 0      |
| Totale carriera          | Totale carriera          | Totale carriera          | 255        | 26         |                 | 65              | 5               |                    | 26                 | 2                  |             | 2           | 0           | 348    | 33     |

### Cronologia presenze e reti in nazionale
| Cronologia completa delle presenze e delle reti in nazionale ― Giappone | Cronologia completa delle presenze e delle reti in nazionale ― Giappone | Cronologia completa delle presenze e delle reti in nazionale ― Giappone | Cronologia completa delle presenze e delle reti in nazionale ― Giappone | Cronologia completa delle presenze e delle reti in nazionale ― Giappone | Cronologia completa delle presenze e delle reti in nazionale ― Giappone | Cronologia completa delle presenze e delle reti in nazionale ― Giappone | Cronologia completa delle presenze e delle reti in nazionale ― Giappone |
| Data                                                                    | Città                                                                   | In casa                                                                 | Risultato                                                               | Ospiti                                                                  | Competizione                                                            | Reti                                                                    | Note                                                                    |
| ----------------------------------------------------------------------- | ----------------------------------------------------------------------- | ----------------------------------------------------------------------- | ----------------------------------------------------------------------- | ----------------------------------------------------------------------- | ----------------------------------------------------------------------- | ----------------------------------------------------------------------- | ----------------------------------------------------------------------- |
| 6-1-2010                                                                | Sana'a                                                                  | Yemen                                                                   | 2 – 3                                                                   | Giappone                                                                | Qual. Coppa d'Asia 2011                                                 | -                                                                       | 46’                                                                     |
| Totale                                                                  |                                                                         | Presenze                                                                | 1                                                                       |                                                                         | Reti                                                                    | 0                                                                       |                                                                         |

| Cronologia completa delle presenze e delle reti in nazionale ― Giappone Olimpica | Cronologia completa delle presenze e delle reti in nazionale ― Giappone Olimpica | Cronologia completa delle presenze e delle reti in nazionale ― Giappone Olimpica | Cronologia completa delle presenze e delle reti in nazionale ― Giappone Olimpica | Cronologia completa delle presenze e delle reti in nazionale ― Giappone Olimpica | Cronologia completa delle presenze e delle reti in nazionale ― Giappone Olimpica | Cronologia completa delle presenze e delle reti in nazionale ― Giappone Olimpica | Cronologia completa delle presenze e delle reti in nazionale ― Giappone Olimpica |
| Data                                                                             | Città                                                                            | In casa                                                                          | Risultato                                                                        | Ospiti                                                                           | Competizione                                                                     | Reti                                                                             | Note                                                                             |
| -------------------------------------------------------------------------------- | -------------------------------------------------------------------------------- | -------------------------------------------------------------------------------- | -------------------------------------------------------------------------------- | -------------------------------------------------------------------------------- | -------------------------------------------------------------------------------- | -------------------------------------------------------------------------------- | -------------------------------------------------------------------------------- |
| 26-7-2012                                                                        | Glasgow                                                                          | Spagna                                                                           | 0 – 1                                                                            | Giappone                                                                         | Olimpiadi 2012 - 1º turno                                                        | -                                                                                | 86’                                                                              |
| 1-8-2012                                                                         | Coventry                                                                         | Giappone                                                                         | 0 – 0                                                                            | Honduras                                                                         | Olimpiadi 2012 - 1º turno                                                        | -                                                                                |                                                                                  |
| 10-8-2012                                                                        | Cardiff                                                                          | Corea del Sud                                                                    | 2 – 0                                                                            | Giappone                                                                         | Olimpiadi 2012 - Finale 3º posto                                                 | -                                                                                | 59’                                                                              |
| Totale                                                                           |                                                                                  | Presenze                                                                         | 3                                                                                |                                                                                  | Reti                                                                             | 0                                                                                |                                                                                  |

## Palmarès

### Club

#### Competizioni nazionali
- Coppa J. League: 4

Kashima Antlers: 2012, 2015
Cerezo Osaka: 2017
Kawasaki Frontale: 2019
- Coppa dell'Imperatore: 3

Cerezo Osaka: 2017
Kawasaki Frontale: 2020, 2023
- Supercoppa del Giappone: 3

Cerezo Osaka: 2018
Kawasaki Frontale: 2019, 2021
- Campionato giapponese: 2

Kawasaki Frontale: 2020, 2021

#### Competizioni internazionali
- Coppa Suruga Bank: 2

Kashima Antlers: 2012, 2013

### Nazionale
- Universiadi:   1

Belgrado 2009
- Universiadi:   1

Shenzen 2011
- Giochi asiatici: 1

2010